# ويليام د. فولتون
ويليام د. فولتون (بالإنجليزية: William D. Fulton)‏ هو محامي وسياسي أمريكي، ولد في 27 مايو 1864 في الولايات المتحدة، وتوفي في 2 مارس 1925 بماونت كليمنس في الولايات المتحدة. حزبياً، نشط في الحزب الديمقراطي. وقد انتخب عضو مجلس نواب أوهايو.